# Lodewijk Brouwers
Lodewijk Brouwers, s.j. (Turnhout, 22 januari 1901 - Drongen, 10 augustus 1997) was een Vlaams priester, jezuïet, neerlandicus, leraar en professor. Hij werd vooral beroemd door zijn levenswerk Het juiste woord.

## Biografie
Na middelbaar onderwijs op het Sint-Jozefcollege van zijn geboortestad, trad hij in 1918 in de Sociëteit van Jezus en werd in 1931 priester gewijd. Aan de Katholieke Universiteit Leuven behaalde hij een doctoraat in de Letteren en Wijsbegeerte met een proefschrift getiteld Carolus Scribani, een belangrijke figuur uit de Contrareformatie in de Nederlanden, dat later in boekvorm meer dan eens bekroond werd.
Brouwers was gedurende vele jaren werkzaam in het onderwijs, te Leopoldsburg, Gent (retoricaleraar in het Sint-Barbaracollege) en Antwerpen (professor wijsbegeerte en sociologie aan de Sint-Ignatius-Handelshogeschool). Hij was ook een uitstekend redenaar en predikant en speelde een maatschappelijke rol als geestelijk adviseur van het katholiek Verbond van christelijke werkgevers, en als hoofdredacteur van De christelijke werkgever.
Zijn levenswerk was echter Het juiste woord, betekeniswoordenboek der Nederlandse Taal, in het spoor van de in 1852 verschenen Thesaurus of English Words and Phrases van de Londenaar Peter Mark Roget. De eerste uitgave in 1931 werd opgebouwd aan de hand van 70.000 eigenhandig geschreven fiches en werd bekroond in 1932 met de De Keyn-prijs van de Koninklijke Academie voor Wetenschappen, Letteren en Schone Kunsten. In 1997 verscheen van de zesde druk (1988): een vijfde oplage in de nieuwe spelling.
Dit alternatieve woordenboek geeft per begrip een aantal varianten en synoniemen op grond van een waardenhiërarchie der begrippen.

## Prijzen
- De De Keyn-prijs van de Koninklijke Vlaamse Academie van België voor Wetenschappen en Kunsten voor de eerste uitgave van Het Juiste Woord (1932)
- Meermaalse bekroningen van Carolus Scribani, een belangrijke figuur uit de Contrareformatie in de Nederlanden (1961)